# 3668 Ilfpetrov
3668 Ilfpetrov este un asteroid din centura principală, descoperit pe 21 octombrie 1982 de Liudmila Karacikina.